# サンデーうぇぶり
『サンデーうぇぶり』は、2016年より小学館が配信している日本のウェブコミック配信サイトおよび漫画配信アプリ。『週刊少年サンデー』『ゲッサン』『月刊サンデーGX』の3誌合同により開設され、各誌にて連載されている作品や過去の作品の再掲載、オリジナル作品の連載を行っている
。
アクティブユーザー数は月間で250万人、日間で80万人（いずれも2025年現在）であり、公式Xアカウントのフォロワー数は4万3000人（2025年現在）を獲得している。また、オリジナル作品である「死神坊ちゃんと黒メイド」（イノウエ）は、2023年現在コミックスの累計発行部数が180万部を突破するほどの人気作となっている。
なお本稿では、ウェブサイトとしてのサンデーうぇぶりを「ウェブ版」、アプリとしてのサンデーうぇぶりを「アプリ版」として記述する。

## 概要

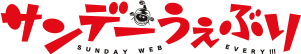
2018年10月まで使用されていた旧ロゴ

「うぇぶり」という名称は、WEB（ウェブ）とEVERY（エブリー）をかけ合わせたもので、「サンデー系列全誌が毎日素敵な漫画をお届けする漫画サイトにしたい」という思いを込めたものである。
元々は『週刊少年サンデー』のブランドの下に新人作家らが集まり、その過程で新作を生みだす仕組みをデジタル上で実現することを目的として開設された。同誌の前編集長である市原武法はウェブ版の開設にあたり、「新人作家さんたちの熱量に応え、新人さんたちの作品発表の場所をさらに拡大するためにも、すごく魅力的な漫画WEBサイトにしたい」と述べている。
2016年6月15日にティザーサイトが開設され、22日に連載ラインアップとして、「すうの空気攻略」（福井セイ）、「ササミは心配中毒」（五箇野人）、「ジンメン」（カトウタカヒロ）、「漫画学科のない大学」（ゆずチリ）の4作品に、『ゲッサン』より「聖船のラー」（繭住翔太）、『月刊サンデーGX』より「Cue」（花見沢Q太郎）、「今際の路のアリス」（麻生羽呂/黒田高祥）、『週刊少年サンデーS』より「指定暴力少女しおみちゃん」（井上和郎）を加えた計8作品が発表された。
2017年8月にアプリ版がリリースされ、2018年7月に100万ダウンロードを突破。
2018年10月にはロゴデザインを一新し、それまで使用していた旧ロゴから『週刊少年サンデー』のシンボルマークでもあるナマズマークを取り払ったデザインのものに差し替えた。
2019年8月に後述するアプリ版の大型リニューアルに伴い、雑誌の定期購読、会員登録、ログイン、作品の閲覧および購入といった機能がアプリ版に統合された（ただし作品の試し読みは引き続きウェブ版でも可能）。
2021年11月にアプリ版より遅れる形でウェブ版がリニューアルされ、2022年3月にはアプリ版が1,100万ダウンロードを突破した。
2023年12月に動画配信サービスLeminoにて配信されたリアリティ番組「MANGA甲子園」への全面協力を行っている。

## アプリ版
アプリ版では、リリース当初コイン制を導入し、1コインにつき1ページ読める仕様となっており、ユーザーには毎日無料でもらえる「フリーコイン」が配布されていた。このフリーコインは15分に1ポイントずつ回復するようになっていた他、「レベルアップ機能」により読む量に応じて保有上限が上がり、ヘビーユーザーほど無料で読める作品数が増えるという仕組みになっていた。これはゲームアプリで採用されている「時間経過によってスタミナが回復する」「ゲームプレイによってレベルを上げていく」というシステムを取り入れたものであり、アプリ版だけでなくウェブ版でも同様の仕組みとなっていた。
2019年8月に大型リニューアルが行われ、アイコンを含むアプリ内のデザインが一新。コイン制が廃止され、チケット、ポイント、コインの3種によるアイテム制が導入された。また、リニューアルを記念して、「MAJOR」や「MIX」などの作品において合計460話分が無料配信されるなどのキャンペーンが組まれた。

### アイテム
現在アプリで使用できるアイテムは以下の通り。
| アイテム | 仕様・入手方法 |
| -------- | --- |
| チケット | 各作品につき1枚配布され、1話分を読むことができる。また、利用後は23時間ごとに再び配布される。                                                     |
| ポイント | 連載作品を読み進める際に利用できるアイテム。保有上限はなく、アプリ内のイベントや各種条件の達成などで入手できる。                                 |
| コイン   | 課金アイテム。160円から購入でき、30コインで1話分を読むことができる。ポイント同様保有上限はなく、巻単位での作品の購入や雑誌の購読にも利用できる。 |

### 定期購読
アプリ版では、『週刊少年サンデー』『ゲッサン』『月刊サンデーGX』の3誌を定期購読することができ、申し込みを行ったその日から閲覧が可能となっている（ただし閲覧できるのは発売済みの最新号から）。各雑誌の最新号は発売日の当日にアプリの本棚へ自動で追加される仕組みになっており、購読期間終了後も雑誌の閲覧・再ダウンロードができる。加えて複数の雑誌の定期購読や、毎月3日にポイントが大量に配布されるといったメリットもある。
かつては『週刊少年サンデーS』も定期購読の対象となっていたが、現在は対象から外されている。

## 連載作品
連載作品は、「オリジナル連載」「レジェンド連載」「並行連載」の3つに区分けされている。並行連載の作品は少年サンデー・ゲッサン・サンデーGX3誌の現行掲載作の後追い連載が中心となっており、過去にこれらの雑誌で連載されていた一部の作品が復刻連載されることもある。
なお、以下は2025年6月23日現在のラインアップである。

### オリジナル連載
- 「原作など」は、特記しない限り原作担当
- 便宜上、一部長い作品名については改行する
- 作品の並びは曜日別五十音順

| 作品名                                                                         | 作者（作画）         | 原作など                                      | 備考                                                         |
| ------------------------------------------------------------------------------ | -------------------- | --------------------------------------------- | ------------------------------------------------------------ |
| 月曜日更新                                                                     |                      |                                               |                                                              |
| オヤジとにゃん吉                                                               | 片倉頼               | ―                                             |                                                              |
| サイコアイズ                                                                   | カトウタカヒロ       | ―                                             |                                                              |
| となりの席のヤツがそういう目で見てくる                                         | mmk                  | ―                                             |                                                              |
| 火曜日更新                                                                     |                      |                                               |                                                              |
| ひとひとがみ日々                                                               | 古山フウ             | ―                                             |                                                              |
| 魔法少女・ぐるめぐり                                                           | 大井昌和             | ―                                             |                                                              |
| 麦香るふたり                                                                   | 葛西尚               | ―                                             |                                                              |
| 若葉さんちの青い恋                                                             | 小形朱嶺             | ―                                             |                                                              |
| 水曜日更新                                                                     |                      |                                               |                                                              |
| お嬢様系底辺ダンジョン配信者、 迷惑系をボコったらバズって伝説になってますわ!?  | 山田孝太郎           | 赤城大空（原作） 福きつね（キャラクター原案） | ウェブサイト「カクヨム」掲載作品のコミカライズ               |
| ロードマギアの弟子                                                             | FLIPFLOPs            | ―                                             |                                                              |
| 木曜日更新                                                                     |                      |                                               |                                                              |
| あもうときじま                                                                 | 桐島豊               | ―                                             |                                                              |
| おじ転生〜悪役令嬢の加齢なる生活〜                                             | 相葉キョウコ         | ―                                             |                                                              |
| ギャル神官はリザレがダルい                                                     | 秋★枝                | ―                                             | 隔週更新                                                     |
| 恋喰少女（こいばみしょうじょ）                                                 | カワバタオ           | ―                                             |                                                              |
| 問題だらけの魔法使い                                                           | 佐倉準 / STUDIO SEED | ―                                             |                                                              |
| ラウルと吸血鬼                                                                 | そのぐち中           | ―                                             |                                                              |
| 金曜日更新                                                                     |                      |                                               |                                                              |
| 愛してるゲームを終わらせたい                                                   | 堂本裕貴             | ―                                             |                                                              |
| アイツノカノジョ                                                               | 肉丸                 | ―                                             |                                                              |
| 青春島（あおはるじま） -僕の命を青春に捧ぐ-                                    | 永山草司             | ―                                             | 2024年2月より、作者の体調不良により休載                      |
| 厭談夜話（えんだんよばなし）                                                   | 外本ケンセイ         | 夜馬裕                                        |                                                              |
| KAMUDO 風の神門                                                                | 姫川明輝             |                                               | うぇぶり唯一の日米同時連載作品 アメリカではVIZ MANGAにて配信 |
| 今日も吹部は!                                                                  | 宮脇ビリー           | ―                                             |                                                              |
| グランプリは私ですけど何か? 〜自己肯定モンスターのミスコン無双〜               | 桃枝司               | egumi                                         |                                                              |
| ジャイアントお嬢様                                                             | 肉丸Q                | ―                                             |                                                              |
| 猫降臨                                                                         | 灘谷航               | ―                                             | 隔週更新                                                     |
| 放課後、僕らは宇宙に惑う                                                       | 斉藤ゆう             | ―                                             |                                                              |
| 土曜日更新                                                                     |                      |                                               |                                                              |
| アイドルマスター シャイニーカラーズ 事務的光空記録（じむてきシャイノグラフィ） | 夜出偶太郎           | ―                                             | 育成ゲーム「アイドルマスターシリーズ」の コミカライズ        |
| おうまのありま先生                                                             | 田口ケンジ           | ―                                             |                                                              |
| 継とあやかし                                                                   | 天野リサ             | ―                                             |                                                              |
| 蛇目さんはほほえみたい!                                                        | しまな央             | ―                                             | 隔週更新                                                     |
| ドラゴン奉行                                                                   | 茂木ヨモギ           | 七月鏡一                                      |                                                              |
| ホテル・インヒューマンズ                                                       | 田島青               | ―                                             |                                                              |
| 日曜日更新                                                                     |                      |                                               |                                                              |
| Kaiju on the Earth ボルカルス                                                  | 中道裕大             | 渡辺範明（原作） 株式会社アークライト（監修） | 同名ボードゲーム製品のコミカライズ                           |
| 君は冥土様。                                                                   | しょたん             | ―                                             | 隔週配信                                                     |
| 限界! 推し活伝説YOSHIO                                                         | 齊藤万丈             | ―                                             |                                                              |
| 殺人外鬼は空白を想う                                                           | 反転シャロウ         | ―                                             |                                                              |
| 断腸亭にちじょう                                                               | ガンプ               | ―                                             |                                                              |
| 竜送りのイサギ                                                                 | 星野真               | ―                                             |                                                              |
| 月刊・短期連載他                                                               |                      |                                               |                                                              |
| アップルエイジ                                                                 | Arata                | ―                                             |                                                              |
| あの子は騎士                                                                   | 窪中章乃             | ―                                             |                                                              |
| あやかしの葬儀屋                                                               | あおたゆきこ         | ―                                             |                                                              |
| 拳児2                                                                          | 藤原芳秀             | 松田隆智（原案） 佐藤敏章（シナリオ協力）     | 週刊少年サンデーの連載作品「拳児」の続編 2025年現在休載中    |
| 薩摩転生〜世に万葉の丸十字が咲くなり〜                                         | ほうこうおんち       | 内富拓地                                      |                                                              |
| ソアラと魔物の家                                                               | 山地ひでのり         | ―                                             |                                                              |
| ねがぽじトルネード                                                             | 家田キリゼン         | ―                                             |                                                              |
| 物の怪オンパレード                                                             | 九日ゆう             | ―                                             |                                                              |
| ロキとおもちゃ箱の王女                                                         | 臓内ニガツ           | ―                                             |                                                              |

### 並行連載・レジェンド連載
- 以下、主な作品のみを記す。

少年サンデー
- あおざくら 防衛大学校物語（二階堂ヒカル）
- ～異伝・絵本草子～ 半妖の夜叉姫（作画：椎名高志 / メインキャラクターデザイン：高橋留美子 / 脚本協力：隅沢克之）
- ヴァンパイドル滾（島本和彦）
- 麗の世界で有栖川（安西信行）
- 尾守つみきと奇日常。（森下みゆ）
- 界変の魔法使い（田辺イエロウ）
- かくかまた（くさかべゆうへい）
- カグライ 〜神楽と雷人〜（原作：レタス太郎 / 作画：ましゅ太郎）
- カナカナ（西森博之）
- シブヤニアファミリー（久米田康治）
- シルバーマウンテン（藤田和日郎）
- 葬送のフリーレン（原作：山田鐘人 / 作画：アベツカサ）
- 地上（そら）へ…（松江名俊）
- だがしかし（コトヤマ）
- 探偵ゼノと7つの殺人密室（原作：七月鏡一 / 作画：杉山鉄兵）
- 十勝ひとりぼっち農園（横山裕二）
- トニカクカワイイ（畑健二郎）
- MAO（高橋留美子）
- 魔王城でおやすみ（熊之股鍵次）
- 帝乃三姉妹は案外、チョロい。（ひらかわあや）
- みずぽろ（原作：一色美穂 / 作画：水口尚樹）
- 名探偵コナン（青山剛昌）
  - 名探偵コナン ゼロの日常（作画：新井隆広 / 原案協力：青山剛昌）
- MAJOR 2nd（満田拓也）
- 龍と苺（柳本光晴）
- レッドブルー（波切敦）

ゲッサン
- アキナちゃん神がかる（若杉公徳）
- アサギロ 〜浅葱狼〜（ヒラマツ・ミノル）
- からかい上手の高木さん（山本崇一朗）
- 吉祥寺少年!（松江名俊）
- 極北のゲロイ ―8月17日の開戦―（柿崎正澄）
- これ描いて死ね（とよ田みのる）
- 東大の三姉妹（磯谷友紀）
- 波のしじまのホリゾント（小川麻衣子）
- ブループランター（笹乃さい）
- マネマネにちにち（山本崇一朗）

サンデーGX
- アンダーク 新しい透明な力のすべて（アキリ）
- 裏ダンジョンおくさん（原作：大井昌和 / 作画：いのまる）※隔週配信
- 薬屋のひとりごと〜猫猫の後宮謎解き手帳〜（原作：日向夏 / 作画：倉田三ノ路 / キャラクター原案：しのとうこ）
- COSMOS（田村隆平）
- ゾン100〜ゾンビになるまでにしたい100のこと〜（原作：麻生羽呂 / 作画：高田康太郎）
- 任侠転生 -異世界のヤクザ姫-（原作：夏原武 / 作画：宮下裕樹）
- 煩悩☆西遊記（クリスタルな洋介）
- ワイルダネス（伊藤明弘）

少年サンデーS
- 名探偵コナン 犯人の犯沢さん（原案：青山剛昌 / 作画：かんばまゆこ）

その他雑誌
- ビッグコミックスピリッツ
  - 二月の勝者-絶対合格の教室-（高瀬志帆）

- 月刊コロコロコミック
  - BEYBLADE X（原作：河本ほむら、武野光 / 作画：出水ぽすか）

- 週刊コロコロコミック
  - ぷにるはかわいいスライム（まえだくん）

- ちゃおプラス
  - 上杉くんは女の子をやめたい（やぶうち優）

## 過去の連載作品

### オリジナル連載
- 開始日・終了日はyyyy年mm月dd日を「yyyy.mm.dd」と略記
- 便宜上、一部長い作品名については改行する

| 作品名                                                                  | 作者（作画）           | 原作など                                            | 開始       | 終了       | 備考                                                  |
| ----------------------------------------------------------------------- | ---------------------- | --------------------------------------------------- | ---------- | ---------- | ----------------------------------------------------- |
| 2016年                                                                  |                        |                                                     |            |            |                                                       |
| ジンメン                                                                | カトウタカヒロ         | ―                                                   | 2016.07.13 | 2019.07.01 |                                                       |
| 漫画学科のない大学                                                      | ゆずチリ               | ―                                                   | 2016.07.13 | 2019.04.19 |                                                       |
| 桜葉先輩は初恋                                                          | 西村啓                 | ―                                                   | 2016.07.14 | 2017.11.16 |                                                       |
| 好奇心は女子高生を殺す                                                  | 高橋聖一               | ―                                                   | 2016.07.14 | 2019.02.23 |                                                       |
| 死刑囚捜査官 芥川介の事件簿                                             | 山崎京                 | ―                                                   | 2016.07.15 | 2017.04.27 |                                                       |
| ササミは心配中毒                                                        | 五箇野人               | ―                                                   | 2016.07.15 | 2018.08.02 |                                                       |
| チェックめいと! 〜魔王さん、出番ですよ!                                 | 猫砂一平               | ―                                                   | 2016.07.15 | 2017.06.23 |                                                       |
| おとこのこ妻                                                            | クリスタルな洋介       | ―                                                   | 2016.07.15 | 2020.01.31 |                                                       |
| すうの空気攻略                                                          | 福井セイ               | ―                                                   | 2016.07.19 | 2017.09.19 |                                                       |
| 白丸くん、誰推し?                                                       | 蒼井ひな太             | ―                                                   | 2016.08.19 | 2017.10.20 |                                                       |
| ぼっち博士とロボット少女の 絶望的ユートピア                             | 山田鐘人               | ―                                                   | 2016.09.27 | 2017.12.05 |                                                       |
| タロ課長、ハンコください                                                | 小林安曇               | ―                                                   | 2016.11.14 | 2017.10.16 |                                                       |
| 汚物は消毒です                                                          | 田口ケンジ             | ―                                                   | 2016.11.20 | 2018.07.15 |                                                       |
| 2017年                                                                  |                        |                                                     |            |            |                                                       |
| 初恋防衛軍                                                              | 堀祐介                 | ―                                                   | 2017.01.28 | 2017.08.12 |                                                       |
| ひとつばな                                                              | ミナミ                 | ―                                                   | 2017.01.29 | 2018.07.08 |                                                       |
| 栃ノ木のどかのアイドル日常                                              | こじまたけし           | 海道いちご（原案協力）                              | 2017.02.25 | 2018.04.15 |                                                       |
| 天黒のラグナロク                                                        | 今田ユウキ             | ―                                                   | 2017.04.04 | 2017.12.12 |                                                       |
| されど罪人は竜と踊る 輪舞                                               | ミトガワワタル         | 浅井ラボ（原作） 宮城・ざいん（キャラクター原案）   | 2017.04.29 | 2018.09.08 | ライトノベル作品のコミカライズ                        |
| ばけじょ! -妖怪女学園へようこそ-                                        | 五味まちと             | ―                                                   | 2017.10.02 | 2018.08.20 |                                                       |
| 死神坊ちゃんと黒メイド                                                  | イノウエ               | ―                                                   | 2017.10.03 | 2023.07.11 |                                                       |
| はなにあらし                                                            | 古鉢るか               | ―                                                   | 2017.11.24 | 2023.08.18 |                                                       |
| 九園善虎の友人                                                          | 雨乃月靉一             | ―                                                   | 2017.12.21 | 2019.01.31 |                                                       |
| 正義の味方の作り方                                                      | 松峯大樹               | ―                                                   | 2017.12.23 | 2019.04.05 |                                                       |
| 2018年                                                                  |                        |                                                     |            |            |                                                       |
| 男子の品格                                                              | 星野真                 | ―                                                   | 2018.01.30 | 2018.07.03 |                                                       |
| 漫画家と税金 〜確定申告やってみた〜基本編                               | 一色美穂               | 山内真理（監修）                                    | 2018.03.07 | 2019.02.05 |                                                       |
| パパは漫才師                                                            | シャンプーハットこいで | ―                                                   | 2018.03.17 | 2021.03.27 |                                                       |
| イナズマイレブン 〜ペンギンを継ぐ者〜                                   | やぶのてんや           | レベルファイブ（原作・監修）                        | 2018.04.07 | 2018.12.22 | ゲームソフトのクロスメディア作品                      |
| 服従都市                                                                | 中西寛                 | ―                                                   | 2018.04.15 | 2019.06.02 |                                                       |
| 筋欲のカノジョ                                                          | 岡田幸士               | ―                                                   | 2018.04.20 | 2019.05.31 |                                                       |
| よもぎちゃん                                                            | ぺろりん先生           | ―                                                   | 2018.04.21 | 2018.09.22 |                                                       |
| ないしょの京子姉さん                                                    | 葛西尚                 | ―                                                   | 2018.05.01 | 2019.09.29 | 当初は読み切り掲載 連載化は2018年6月17日              |
| 白無垢さんはお嫁にゆきたい                                              | 廻                     | ―                                                   | 2018.05.20 | 2019.02.10 |                                                       |
| 内藤死屍累々滅殺デスロード                                              | 宇津江広祐             | ―                                                   | 2018.05.31 | 2020.04.30 |                                                       |
| 上京コアラ                                                              | 萬屋不死身之介         | ―                                                   | 2018.08.06 | 2019.07.29 |                                                       |
| #世界#映え殺し#ツアーズ                                                 | 五箇野人               | ―                                                   | 2018.08.23 | 2020.11.19 |                                                       |
| ヌけない聖剣ちゃん                                                      | くまのきゅう           | ―                                                   | 2018.10.03 | 2020.09.09 |                                                       |
| 惨劇塔のモーグリ                                                        | 伊織                   | ―                                                   | 2018.10.03 | 2019.09.04 |                                                       |
| お菓子男子                                                              | 片倉頼                 | ―                                                   | 2018.10.04 | 2019.11.07 |                                                       |
| 麗しきアグリーキャット                                                  | 垣江                   | 武野光                                              | 2018.10.07 | 2019.11.10 |                                                       |
| 幼なじみと神さまと                                                      | 板倉梓                 | ―                                                   | 2018.10.30 | 2020.02.11 |                                                       |
| ガワコス!!                                                              | 土平ゆの               | ―                                                   | 2018.11.27 | 2020.08.25 |                                                       |
| 2019年                                                                  |                        |                                                     |            |            |                                                       |
| 2LJK                                                                    | 猫砂一平               | ―                                                   | 2019.02.09 | 2019.11.09 |                                                       |
| 東京軌道エレベーターガール                                              | 中村ずん               | 吉田正紀                                            | 2019.02.10 | 2021.02.14 |                                                       |
| JK、社畜を飼う                                                          | 田口ケンジ             | ―                                                   | 2019.02.17 | 2019.11.10 |                                                       |
| オオヤンキー!! 〜ヤンキー大家さんと僕のアパート暮らし〜                 | 蒼井ひな太             | ―                                                   | 2019.07.25 | 2020.05.13 |                                                       |
| 妖トリカルテ -AYATORI KARTE-                                            | りりうら世都           | ―                                                   | 2019.09.06 | 2019.10.04 |                                                       |
| おたみのお頼み                                                          | おたみ                 | ―                                                   | 2019.09.14 | 2022.07.02 |                                                       |
| ご主人様、帰ってこないよ!                                               | 当麻                   | イノウエ                                            | 2019.10.01 | 2019.10.01 |                                                       |
| ボクノマリ                                                              | イノウエ               | ―                                                   | 2019.10.01 | 2020.10.20 |                                                       |
| ギジン-擬人-                                                            | 朝日曼耀               | 七月鏡一                                            | 2019.10.18 | 2021.05.28 |                                                       |
| 2020年                                                                  |                        |                                                     |            |            |                                                       |
| ノケモノたちの夜 フレイムナイト                                         | 星野真                 | ―                                                   | 2020.01.08 | 2020.03.05 | 少年サンデーの連載作品 「ノケモノたちの夜」の続編     |
| 22/7+α                                                                  | 葛西尚                 | 秋元康（企画協力） 宮島礼吏（ストーリー原案）       | 2020.01.12 | 2020.03.29 | テレビアニメ「22/7」のコミカライズ                    |
| 蒼穹のアリアドネ                                                        | 八木教広               | ―                                                   | 2020.02.17 | 2023.02.09 |                                                       |
| 異世界ワンターンキル姉さん 〜姉同伴の異世界生活はじめました〜           | 田口ケンジ             | このえ                                              | 2020.03.06 | 2023.07.28 | ウェブサイト「小説家になろう」 掲載作品のコミカライズ |
| カクカゾク                                                              | カトウタカヒロ         | ―                                                   | 2020.04.20 | 2021.03.08 |                                                       |
| グレイテストM〜偉人麻雀大戦〜                                           | 山田秋太郎             | 河本ほむら・武野光（原作） 水口美香（監修）         | 2020.04.21 | 2022.06.28 |                                                       |
| 田中と鈴木                                                              | 太川善之               | ―                                                   | 2020.04.22 | 2021.10.21 |                                                       |
| アラタカンガタリ〜革神語〜 リマスター版                                 | 渡瀬悠宇               | ―                                                   | 2020.04.24 | 2023.11.01 | 「週刊少年サンデー」より移籍 マンガワンでも配信       |
| 替え魂受験、したいんです                                                | こうし                 | ―                                                   | 2020.07.23 | 2020.07.25 |                                                       |
| 週末の通い百合                                                          | 櫻井亜矢子             | ―                                                   | 2020.07.26 | 2020.07.28 |                                                       |
| あだち勉物語 〜あだち充を漫画家にした男〜                               | ありま猛               | あだち充（協力）                                    | 2020.09.12 | 2024.05.24 |                                                       |
| 僕が死ぬだけの百物語                                                    | 的野アンジ             | ―                                                   | 2020.12.25 | 2025.03.28 |                                                       |
| 2021年                                                                  |                        |                                                     |            |            |                                                       |
| エル婚!〜ぼっちエルフの婚活日記〜                                       | くさかべなつみん       | ―                                                   | 2021.03.30 | 2022.10.04 |                                                       |
| ヒノマルソウル 〜舞台裏の英雄たち〜                                     | 飯島いちる             | 杉原憲明・鈴木健一（映画脚本）                      | 2021.04.01 | 2021.05.20 | 同名映画のコミカライズ                                |
| 流血女神伝〜帝国の娘〜                                                  | 窪中章乃               | 須賀しのぶ（原作） 船戸明里（キャラクター原案）     | 2021.04.05 | 2023.03.06 | ライトノベル作品のコミカライズ                        |
| 黒騎士さんに相談だ!                                                     | 與那覇学               | ―                                                   | 2021.04.11 | 2022.10.08 |                                                       |
| 女だから、とパーティを追放されたので 伝説の魔女と最強タッグを組みました | りりうら世都           | 蛙田アメコ（原作） 三弥カズトモ（キャラクター原案） | 2021.04.12 | 2024.07.08 | ウェブサイト「小説家になろう」 掲載作品のコミカライズ |
| 廃妃は再び玉座に昇る〜耀帝後宮異史〜                                    | ミナミ                 | はるおかりの                                        | 2021.04.19 | 2022.09.19 |                                                       |
| アイドルの家計簿                                                        | あおやぎ孝夫           | かどうち以恋 (原案協力)                             | 2021.04.23 | 2022.09.24 |                                                       |
| 剣と魔法の税金対策@comic                                                | 蒼井ひな太             | SOW（原作） 三弥カズトモ（キャラクター原案）        | 2021.04.27 | 2023.10.24 | ライトノベル作品のコミカライズ                        |
| 餓天使                                                                  | 石山り〜ち             | ―                                                   | 2021.06.17 | 2021.12.09 |                                                       |
| ちょっとだけ抜けちゃう柊さん                                            | うらのりつ             | ―                                                   | 2021.06.24 | 2022.11.03 |                                                       |
| 偽物協会                                                                | 白井もも吉             | ―                                                   | 2021.07.19 | 2022.10.10 |                                                       |
| コヅクリメイヴ                                                          | こじまたけし           | ―                                                   | 2021.07.25 | 2022.11.27 |                                                       |
| WORD / WORLD / BABEL                                                    | 染谷吏輝               | ―                                                   | 2021.11.21 | 2021.11.25 |                                                       |
| 璋子様のお気に召すまま                                                  | 碓井ツカサ             | ―                                                   | 2021.11.25 | 2022.10.13 |                                                       |
| 弱体化勇者のリスタート                                                  | い～どぅ～             | ―                                                   | 2021.11.26 | 2023.06.30 |                                                       |
| 2022年                                                                  |                        |                                                     |            |            |                                                       |
| フランチャイズ!つくだ☆マジカル                                          | 小田扉                 | ―                                                   | 2022.02.13 | 2023.01.29 | 読売中高生新聞と並行連載                              |
| GOLDEN SPIRAL                                                           | 福地翼                 | ―                                                   | 2022.04.13 | 2023.09.16 | 『週刊少年サンデー』より移籍                          |
| 私と脱出しませんか?                                                     | ヨウハ                 | SCRAP (監修)                                        | 2022.05.01 | 2024.10.27 |                                                       |
| ギュゲスのふたり -透明な能力者たちの破滅譚-                             | カトウタカヒロ         | ―                                                   | 2022.06.20 | 2024.02.12 |                                                       |
| 山、田畑、時々レイヤーお姉さん                                          | そのぐち中             | 田口ケンジ                                          | 2022.06.30 | 2023.11.30 |                                                       |
| 終末の人類に文明は必要ですか?                                           | TALI                   | ―                                                   | 2022.07.05 | 2023.08.22 |                                                       |
| 変人のサラダボウル@comic                                                | 山田孝太郎             | 平坂読 (原作) カントク (キャラクター原案)           | 2022.09.27 | 2024.12.03 | ライトノベル作品のコミカライズ                        |
| 双影双書（そうえいそうしょ）                                            | 舟本絵理歌             | ―                                                   | 2022.10.05 | 2024.08.28 | 『週刊少年サンデー』より移籍 隔週更新                 |
| 天才魔女の魔力枯れ                                                      | 辻島もと               | ―                                                   | 2022.10.28 | 2024.10.25 |                                                       |
| ツキモノガカリ                                                          | 朝日曼耀               | 七月鏡一                                            | 2022.10.29 | 2025.02.15 |                                                       |
| 2023年                                                                  |                        |                                                     |            |            |                                                       |
| 三途の川アウトレットパーク                                              | 寺田浩晃               | ―                                                   | 2023.02.01 | 2025.05.07 |                                                       |
| クロフネ・オブ・ザ・デッド                                              | リョマジ               | ―                                                   | 2023.02.21 | 2024.08.20 |                                                       |
| 乱華ちゃんはビッチになりたい!!                                          | 古屋のり               | ―                                                   | 2023.04.20 | 2024.05.02 |                                                       |
| リリア・プレグナント・ザ・ワールド・エンド                              | 茶菓山しん太           | ―                                                   | 2023.04.28 | 2024.12.06 |                                                       |
| スクールバック                                                          | 小野寺こころ           | ―                                                   | 2023.05.01 | 2025.08.04 |                                                       |
| 幻狼潜戦                                                                | 桜井亜都               | ―                                                   | 2023.05.07 | 2024.09.08 |                                                       |
| 佐藤先生の不倫事情                                                      | ミナミ                 | ―                                                   | 2023.05.08 | 2023.10.30 | 縦読み作品                                            |
| 君の刀が折れるまで 〜月宮まつりの恋難き〜                               | イノウエ               | ―                                                   | 2023.05.09 | 2025.05.27 |                                                       |
| 小さい僕の春                                                            | 渥美駿                 | ―                                                   | 2023.05.10 | 2024.06.29 | 少年サンデーより移籍                                  |
| 冥天レストラン                                                          | 鈴野スケ               | ―                                                   | 2023.05.11 | 2025.07.31 |                                                       |
| ミモザイズム                                                            | 松尾あき               | ―                                                   | 2023.05.30 | 2024.03.12 |                                                       |
| グッケンハイブ                                                          | 金平守人               | 富沢義彦                                            | 2023.06.14 | 2024.05.01 | 読売中高生新聞と並行連載                              |
| あの子は少女の振りをして                                                | 田中文                 | ―                                                   | 2023.06.22 | 2024.05.16 |                                                       |
| 虎とエーデルワイス                                                      | 四位晴果               | 毘斗                                                | 2023.07.27 | 2023.12.27 |                                                       |
| 十五野球少年漂流記                                                      | 白井三二朗             | ―                                                   | 2023.08.21 | 2025.02.10 |                                                       |
| 蒼炎のスカベンジャー                                                    | 唐々煙                 | ―                                                   | 2023.12.28 | 2025.05.01 |                                                       |
| 2024年                                                                  |                        |                                                     |            |            |                                                       |
| 黒魔法寮の三悪人                                                        | 斎藤キミオ             | ―                                                   | 2024.04.25 | 2025.04.03 |                                                       |
| グッケンハイブ SEASON2                                                  | 金平守人               | 富沢義彦                                            | 2024.07.17 | 2025.04.16 | 読売中高生新聞と並行連載                              |
| 復讐のシンデレラ                                                        | ミナミ                 | ―                                                   | 2024.10.09 | 2024.10.09 | 縦読み作品                                            |

### 並行連載
少年サンデー
- 今際の国のアリス（麻生羽呂）
- かけあうつきひ（福井セイ）
- 君は008（松江名俊）
- 古見さんは、コミュ症です。（オダトモヒト）
- 第九の波濤（草場道輝 / 監修：高谷智裕）
- テノゲカ（原作：詩石灯 / 作画：新井隆広 / 監修：市原理司）
- ノケモノたちの夜（星野真）
- ハヤテのごとく!（畑健次郎）
- 舞妓さんちのまかないさん（小山愛子）
- よふかしのうた（コトヤマ）

ゲッサン
- あそこではたらくムスブさん（モリタイシ）
- シェアハウス・ナイル（原作：中道裕大 / 作画：泥川恵）

サンデーGX
- ヴァンピアーズ（アキリ）
- 夏へのトンネル、さよならの出口 群青（原作：八目迷 / 作画：小うどん / キャラクター原案：くっか）

少年サンデーS
- 新・ちいさいひと 青葉児童相談所物語（シナリオ：水野光博 / 作画：夾竹桃ジン / 取材・企画協力：小宮純一）

## 映像化作品

### アニメ化
| 作品                         | 放送年          | アニメーション制作 | 備考 |
| ---------------------------- | --------------- | ------------------ | ---- |
| 死神坊ちゃんと黒メイド       | 2021年（第1期） | J.C.STAFF          |      |
| 死神坊ちゃんと黒メイド       | 2023年（第2期） | J.C.STAFF          |      |
| 死神坊ちゃんと黒メイド       | 2024年（第3期） | J.C.STAFF          |      |
| 君は冥土様。                 | 2024年          | FelixFilm          |      |
| ホテル・インヒューマンズ     | 2025年          | ブリッジ           |      |
| ジャイアントお嬢様           | 未公表          | タツノコプロ       |      |
| 愛してるゲームを終わらせたい | 未公表          | 未公表             |      |

## 夜サンデー
『夜サンデー』は、サンデーうぇぶり内にて提供されている「インモラル」をテーマとした作品レーベル。2019年1月にウェブ版にて告知がなされ、同年2月に開設された。当初は毎日18時から翌朝6時までの時限付きで作品が公開されていたが、2024年現在はこの時限が撤廃されている。また、本レーベルの作品はウェブ版でしか閲覧ができないようになっている。

### 連載一覧
本レーベルで扱っている作品は、オリジナルの連載と、過去に他誌で連載されたものを再び掲載する復刻連載の2種類に分類される。
以下は2025年6月1日現在のラインアップ。
| 作品名                                 | 作者（作画） | 原作など | 備考 |
| -------------------------------------- | ------------ | -------- | ---- |
| 幼児A 〜史上最年少殺人犯と呼ばれた男〜 | 髙橋一仁     | ー       |      |

| 作品名                      | 作者（作画） | 原作など | 掲載誌                       | 備考                   |
| --------------------------- | ------------ | -------- | ---------------------------- | ---------------------- |
| クピドの悪戯 虹玉           | 北崎拓       | ―        | 週刊ヤングサンデー           |                        |
| このSを、見よ! クピドの悪戯 | 北崎拓       | ―        | 週刊ビッグコミックスピリッツ |                        |
| 都立水商!                   | 猪熊しのぶ   | 室積光   | 週刊ヤングサンデー           | 同名小説のコミカライズ |
| ノ・ゾ・キ・ア・ナ          | 本名ワコウ   | ―        | モバMAN                      |                        |
| ヒメゴト〜十九歳の制服〜    | 峰浪りょう   | ―        | モバMAN                      |                        |

### 過去の連載作品（オリジナル）
- 天晴納涼!! ふんどし刑事（カミヲシュウジ）
- アンビバレント〜童貞を捨てたら死ぬ世界〜（原作:オクショウ / 作画：増渕ウナム）
- 異世界不倫〜魔王討伐から十年、妻とはレスの元勇者と、夫を亡くした女戦士〜（原作:大井昌和 / 作画：いのまる）
- 異世界不倫Ⅱ〜導かれし人妻たちと不器用転生勇者〜（いのまる/原作:大井昌和）
- エルフが女王様!（clover）
- カイカンドウキ（本名ワコウ）
- 1/10の花嫁（ゆきの）[53]
- 専業不倫〜堕ちていく主夫と主婦〜（甘詰留太）[54]
- 抱かれたい女〜JDだけどアラサー女子に買われています〜（桃枝司）
- 月に溺れるかぐや姫〜あなたのもとへ還る前に〜（北崎拓）[50]
- ハダカメラ（本名ワコウ）[注釈 4]
- BAR Flowers（ゆきの）
- 春駒 〜吉原花魁残酷日記〜（望月帝 / 原案:森光子）[注釈 5]
- ヒメコウカン〜オタサーの姫がカレシ交換をご所望な件〜（大井昌和）
- ヒーローガール×ヒーラーボーイ～TOUCH or DEATH～（大井昌和）
- ふたりハイシン（本名ワコウ）
- 僕が妹を殺すまで（馬場彩玖）[50]
- 未だ亡くなっていない人（さおとめやぎ）

## サンデーうぇぶり新人賞
サンデーうぇぶり新人賞は、2017年よりサンデーうぇぶりにて開催されている漫画新人賞。「フリー部門」「4ページ部門」「画力部門」（2021年に新設）の3つからなり、審査開始から結果発表まで1週間と短く、「業界最速クラス」の審査を謳っている。賞の入選者には賞金50万円が贈られ、最終候補を含め全ての受賞者には担当を付けることが確約される。
応募締切は毎月末で、締切を過ぎてしまった場合は自動的に次回分へエントリーされる。応募方法は紙やデジタルでの原稿を送る以外にXでの応募も可能となっている。
また、上記3部門以外に、あらかじめ決められたテーマに沿って描かれた作品を募集する「テーマ部門」があるのも特徴で、2017年より断続的に設けられている。テーマ部門の審査員は基本プロの漫画家が務めており、畑健二郎や福地翼、とよ田みのるといった『週刊少年サンデー』や『ゲッサン』にて連載を持つ漫画家が審査を行っている。一方で、漫画家以外の人間が特別審査員として招かれることもあり、過去にはお笑い芸人の井上裕介（NON STYLE）が務めた他、2024年3月期のテーマ部門ではお笑い芸人コンビの真空ジェシカが務めている。